# Deurbanizzazione
In sociologia ed in urbanistica, la deurbanizzazione è un fenomeno che ha avuto origine in Italia a partire dagli anni ottanta e novanta e che consiste nello spopolamento delle città da parte di masse consistenti della popolazione che si insedia in comuni limitrofi al centro urbano.
Fra le cause principali vi sono fattori antropologici ed economici; da una parte rileva la ricerca di una migliore qualità della vita, la cui esigenza è resa più acuta dallo scadimento delle condizioni ambientali, relazionali ed organizzative urbane. Per altro verso, la facilitazione dei collegamenti rende più agevole il pendolarismo, mentre frequentemente si registra che i centri minori offrono notevoli vantaggi in termini di costo della vita.
Dal punto di vista sociale il fenomeno dell'"esplosione delle città" comporta una conversione delle aree verdi in aree cementificate, un aumento dei costi per la fornitura dei servizi (dai trasporti pubblici alla raccolta dei rifiuti fino all'assistenza sanitaria) e, soprattutto quando la mobilità avviene prevalentemente su veicoli a combustibile fossile, un aumento dell'inquinamento ambientale.